# لويس فيليكس رو
لويس فيليكس رو (بالفرنسية: Louis-Félix Roux)‏ هو سياسي فرنسي، ولد في 25 أكتوبر 1753 في فيشي في فرنسا، وتوفي في 22 سبتمبر 1817 في هوي في بلجيكا. انتخب نائب فرنسي.